# Juan Ferrando Badía
Juan Ferrando Badía (Foios, 1926- València, 2 de desembre de 2007) fou un jurista espanyol, autor de nombroses obres acadèmiques de Dret polític i membre de distints òrgans consultius de la Generalitat Valenciana. Fou també, junt amb Gustavo Villapalos i Fernando Abril Martorell, un dels ideòlegs i dissenyadors de l'anticatalanisme al País Valencià, 
conegut com a blaverisme.
Fou cosí germà de Vicent Badia i Marín. Professor de Dret polític i constitucional. Fou director del Col·legi Universitari d'Alacant, llavors adscrit a la Universitat de València També fou catedràtic a la Universitat de Salamanca, Universitat de Valladolid, i finalment la Universitat de València. Fou adjunt del Síndic de Greuges de la Comunitat Valenciana, membre del Consell Jurídic Consultiu, de la Reial Acadèmia de Cultura Valenciana i del Consell Valencià de Cultura.
Fou autor, entre d'altres, d'obres com La Constitución española de 1812 en los comienzos del Risorgimento (CSIC, 1959), Las autonomías regionales en la Constitución italiana del 27 de diciembre de 1947 (Instituto de Estudios Políticos, Madrid, 1962), Formas de Estado desde la perspectiva del Estado regional (Instituto de Estudios Políticos, 1965) o Historia político-parlamentaria de la República de 1873 (Cuadernos para el Diálogo, 1973).
Durant la transició espanyola, a banda de ser un dels ideòlegs del blaverisme, col·laborà amb ell de diverses formes. Per exemple escrigué habitualment en la revista Som, del Grup d'Acció Valencianista. També, a través dels seus contactes amb el Departament d'Estat dels Estats Units, va ser una de les persones que, a través d'informacions sui generis sobre la situació al País Valencià, en els anys de la transició a la democràcia, va cooperar perquè el Departament d'Estat dels Estats Units realitzàs una valoració falsa sobre la situació social i política als Països Catalans, tot exagerant fantàsticament el factor independentista. Probablement tampoc no era aliena a aquest objectiu la línia informativa del diari Las Provincias, que publicava enquestes en què el percentatge d'opinió independentista havia estat umflat. Tot això, òbviament, aniria destinat a obtenir una disposició favorable al naixement del blaverisme des del Departament d'Estat dels Estats Units i des de l'Estat espanyol que governava UCD.